# La Feuillie, Seine-Maritime

La Feuillie este o comună în departamentul Seine-Maritime, Franța. În 1 ianuarie 2022 avea o populație de 1.245 de locuitori.